# 양칙
양칙(梁侙)은 조선의 무신이다.
1686년 경상좌수사로 있다가 토질(土疾)을 얻어 죽자 좌의정 남구만(南九萬) 등이 청백리(淸白吏)로 추천하여 그의 염근(廉謹)에 대하여 특별히 포증(褒贈)하고 상수(喪需)를 지급하여 운구하도록 하였다.